# Maraclea
Maraclea, también conocida como Jrab Marqiya o Maraqîya, fue una pequeña ciudad costera cruzada del Levante, situada entre Tortosa y Baniyas (Buluniyas), que contaba con castillo. El Principado de Antioquía y los caballeros hospitalarios se disputaron este a mediados del siglo XIII. Fue destruida por los mamelucos en 1271. Su señor, Bartolomeo de Maraclea, vasallo de Bohemundo VI de Antioquía, huyó del asalto mameluco, se refugió en la corte persa del soberano mongol Abaqa, y exhortó a este a intervenir en el conflicto de Tierra Santa.
Qalawun obligó a Bohemundo VII a destruir las últimas fortificaciones de la comarca en 1285, donde se había refugiado Bartolomeo: una torre cuadrada a cierta distancia de la costa; en caso de no haberlo hecho, el señor mameluco le había amenazado con asediar Trípoli.